# Leopardus
Leopardus Gray, 1842 è un genere di piccoli felini originari del Nord e del Sudamerica. I suoi membri venivano in precedenza raggruppati nel genere Felis.
A dispetto del nome, il leopardo non fa parte di questo genere, ma del genere Panthera.  

## Tassonomia
Le tredici specie ascritte a questo genere costituiscono una delle otto linee evolutive in cui viene attualmente ripartita la famiglia dei felidi. Questa linea evolutiva, con distribuzione in America Latina (e scarsa negli USA), è sorta in tempi recenti, perciò i suoi tredici membri sono tutti strettamente imparentati: in natura si verificano ibridazioni tra gatto tigre meridionale e gatto di Geoffroy ed eventualmente tra gatto tigre orientale e gatto del Pantanal. La linea evolutiva Leopardus si distingue da quella di tutti gli altri felidi per il possesso di 36 cromosomi anziché 38.
- Leopardus pardalis (Linnaeus, 1758) - ocelotto
- Leopardus wiedii (Schinz, 1821) - margay
- Leopardus geoffroyi (d'Orbigny e P. Gervais, 1844) - gatto di Geoffroy
- Leopardus guigna (G. I. Molina, 1782) - kodkod
- Leopardus guttulus (Hensel, 1872) - gatto tigre meridionale
- Leopardus emiliae (O. Thomas, 1914) - gatto tigre orientale
- Leopardus tigrinus (von Schreber, 1775) - gatto tigre settentrionale
- Leopardus colocola (G. I. Molina, 1782) - colocolo
- Leopardus braccatus (Cope, 1889) - gatto del Pantanal
- Leopardus fasciatus (Larrañaga, 1923) - gatto di Muñoa
- Leopardus pajeros (Desmarest, 1816) - gatto delle pampas
- Leopardus garleppi (Matschie, 1912) - gatto di Garlepp
- Leopardus jacobita (Cornalia, 1865) - gatto delle Ande